# Лела Ломбарди
Лела Ломбарди (на италиански: Lella Lombardi) е италианска автомобилна състезатела, единствената пилотка във „Формула 1“, печелила точки от състезание.

## Детство
Родена е на 26 март 1941 в Италия.

## Кариера
Състезава се в 3 сезона: през 1974, 1975, 1976. Участва общо в 17 големи награди, като се състезава в 16 от тях, завършва в 7 от състезанията и само веднъж печели точки. Първото и участие е в Голямата награда на Великобритания през 1974, където обаче не успява да се пребори в квалификациите. А последното и участие е в Голямата награда на Австрия през 1976.
През сезон 1974 е участвала в едно-единствено състезание, Голямата награда на Великобритания, като се е състезавала за Allied Polymer Group, които са били с шаси Брабам (Brabham BT42) и двигател Косуърт – DFV 3 V8. На квалификациите завършва 29-а (от 34-ма състезатели), но остава зад 107 процентовата бариера и не участва в самото състезание.
През сезон 1975 участва в 12 състезания, като е стартирала в 11 от тях и завършва в 5. През този сезон тя се състезава за три различни отбора: Марч (March Engineering), „Лаваца Марч“ и Уилямс (Frank Williams Racing Cars).
През този сезон тя печели и първите си точки в Голямата награда на Испания, където се състезава за „Лаваца Марч“, които са били с шаси (March 751) и двигател Косуърт DFV 3 V8. В това състезание тя стартира от 24-та позиция (от 26 състезатели) и в края на състезанието завършва на 6-о място, като състезанието завършват само 8 участника. Това състезание приключва преждевременно в 29-ата обиколка (от 75) след катастрофа на един от състезателите, в която загиват петима зрители. Поради тази причина са раздадени само половината от точките и така тя печели своите 0,5 точки.
През сезон 1976 участва и стартира в четири състезания, като завършва в 2 от тях.

## Личен живот и смърт
До смъртта си е обвързана със своята любовница Флоренца.
Лела Ломбарди умира на 50 години от рак на 3 март 1992.